# Loiwing Aviation
Central Aircraft Manufacturing Company (chinois : 中央 飛機 製造廠) ou Loiwing Aviation, était un constructeur aéronautique chinois fondé en durant l'entre-deux-guerres, créée par l’Américain William D. Pawley.

## Historique

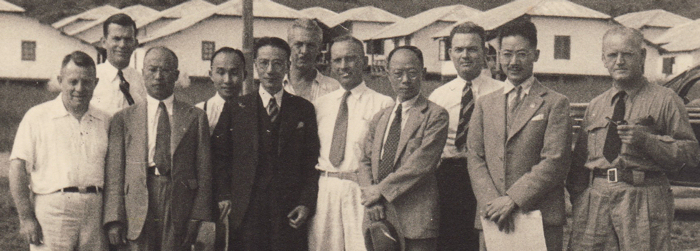
Le personnel du CAMCO, lors de l'ouverture de l'usine de Loiwing en 1939. William Pawley est le deuxième à partir de la gauche, à l'arrière

À partir de 1933, CAMCO a assemblé environ 100 chasseurs-bombardiers Hawk II et Hawk III dans une usine de l'aéroport de Hangzhou Jianqiao. Les avions avaient été initialement conçus comme des bombardiers éclaireurs pour la marine américaine. Ils ont servi de colonne vertébrale à l'armée de l'air chinoise pendant la première année de la Seconde Guerre sino-japonaise en 1937.
Alors que les forces nationalistes chinoises étaient repoussées loin des côtes pendant l'hiver 1937-1938, la CAMCO déménagea. L'usine a été reconstituée à Hankou, où elle a réparé des avions endommagés au combat ou par des bombardements, et peut également avoir assemblé des chasseurs Hawk 75A-5, une version d'exportation du chasseur Curtiss P-36 de l'armée américaine. Lorsque Hankou est tombé en octobre 1938, CAMCO a déménagé à Hengyang et a ajouté des bombardiers légers Vultee V-11 à sa gamme de produits. Parallèlement, les travaux ont commencé dans une nouvelle usine située loin dans l'arrière-pays, à Loiwing, à la frontière sino- birmane. Ouvert au printemps 1939, il était alimenté par la route de Birmanie Lashio-Kunming. L'usine a été financée par le gouvernement nationaliste de Chongqing. Un nombre indéterminé de chasseurs Hawk 75 et Curtiss-Wright CW-21 y ont été assemblés.
Au cours de l'hiver 1940-1941, Pawley s'est impliqué dans le recrutement et l'approvisionnement du 1st American Volunteer Group (AVG), plus tard connu sous le nom des Tigres volants. Les pilotes AVG ont été libérés du service militaire américain pour servir d'instructeurs ou de métallurgistes pour les Chinois; leur employeur de référence était CAMCO, qui a également installé une installation à l'aéroport de Mingaladon proche de Rangoun pour assembler les 100 chasseurs Curtiss P-40 vendus à la Chine pour équiper l'AVG. Depuis ses bureaux de Rangoun et de New York, CAMCO a également fourni des services de maintenance et d'archivage à l'AVG jusqu'à sa dissolution en juillet 1942.
L'usine CAMCO de Loiwing a été utilisée pour réparer les P-40, et son aérodrome a été brièvement utilisé par l'AVG pour monter des raids en Thaïlande et en Birmanie. À la suite de la retraite alliée de la Birmanie et de la perte de la route de Birmanie au printemps 1942, l'usine de CAMCO a été  prise par les Japonais, et Pawley déplacé son opération à Bangalore, en Inde , rejoignant l'entreprise indienne, Hindustan Aircraft. Ici, il a assemblé des avions Harlow d'entrainement pour la Force aérienne indienne et lança Bangalore en tant que centre de haute technologie sur le sous-continent.

## Production
- Curtiss P-6 Hawk (Hawk II)
- Curtiss BF2C Goshawk (Hawk III)
- Northrop YA-13 (Gamma 2E)
- Curtiss P-36 (Hawk 75)
- Vultee V-11 et V-12
- Curtiss-Wright CW-21
- Curtiss P-40 (Hawk 75)